# Sant'Angela Merici (Roma)

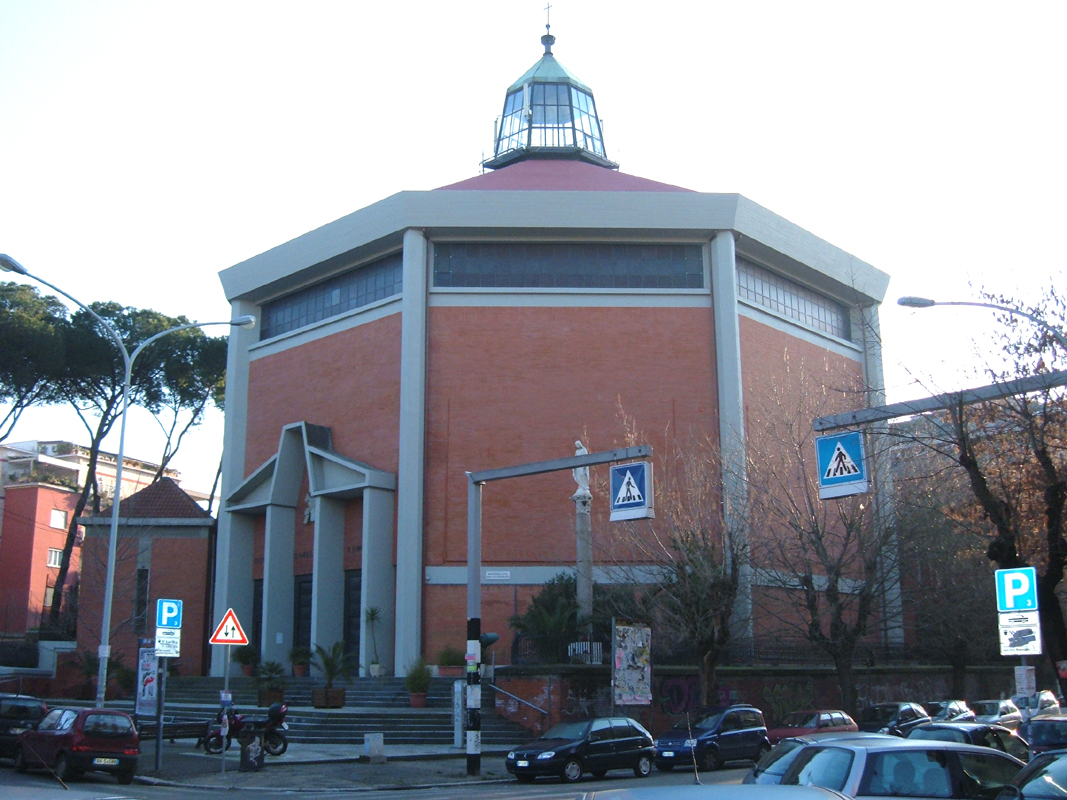
Vista da igreja.

Sant'Angela Merici é uma igreja titular de Roma, localizada na Via Bartolomeo Marliano, no quartiere Nomentano. É dedicada a Santa Ângela Merici, uma das fundadoras da Ordem das Ursulinas. O cardeal-presbítero protetor do título de Santa Ângela Mérici é Fernando Sebastián Aguilar, arcebispo de Pamplona e Tudela.

## História
Construída em 1955 com base num projeto de Aldo Aloysi e Ernesto Vichi, esta igreja foi entregue em 1958 aos Oblatos de Maria Virgem ainda como subsidiária da paróquia de San Michele Arcangelo a Pietralata, mas acabou transformada em paróquia em 25 de setembro de 1963 por um decreto do cardeal-vigário Clemente Micara. Consagrada em 1967, ela foi visitada pelo papa São João Paulo II em 27 de maio de 2001. Atualmente está sob os cuidados do clero diocesano.
A partir de 2014, passou a ser sede do título cardinalício de Santa Ângela Mérici.

## Descrição

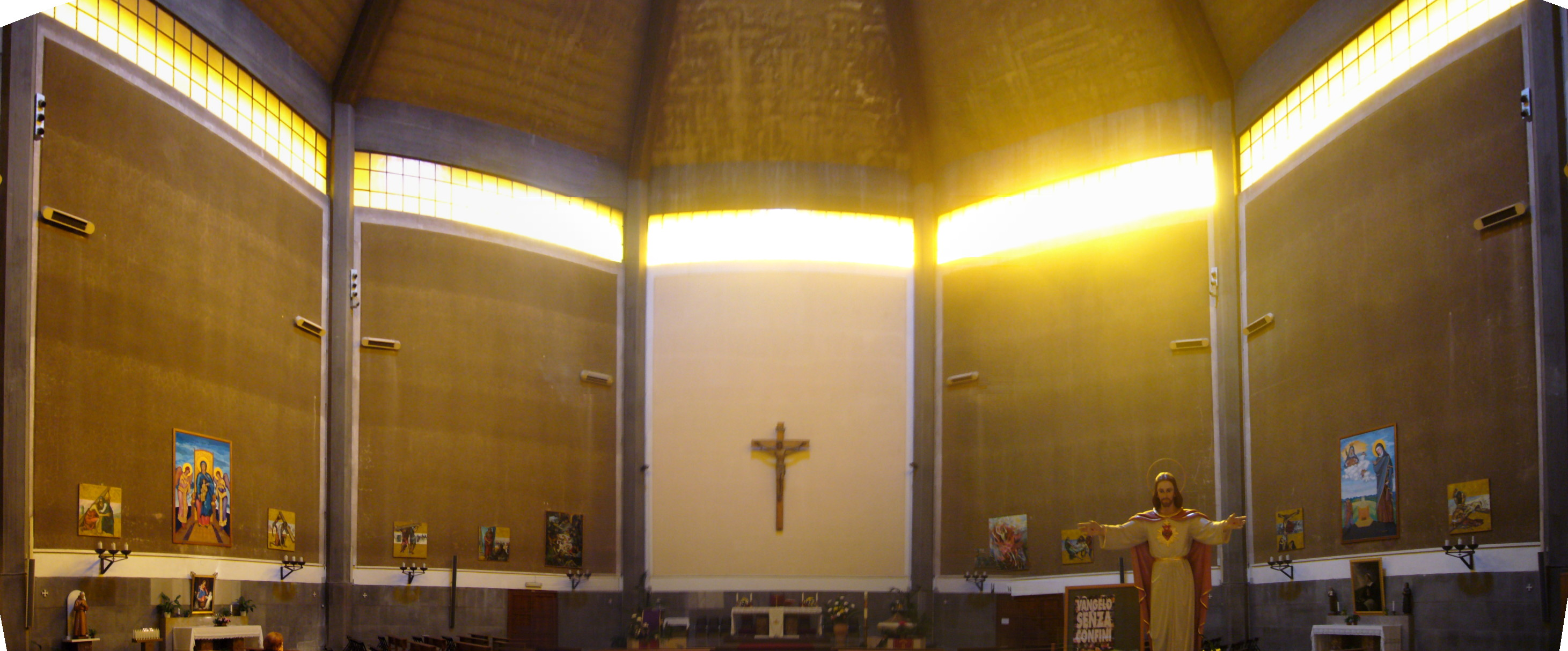
Vista do interior.

A igreja é um edifício alto com planta octogonal de tijolos vermelhos e nervuras em concreto armado. No alto da igreja está uma lanterna e logo abaixo da cornija corre um longo vitral de János Hajnal. A entrada principal é precedida de uma curta escadaria e é encimada pelo brasão do papa Paulo VI e pela inscrição dedicatória "D.O.M. in hon. S. Angelae Merici A.D. MCMLXVII".
O interior da igreja é simples, com uma única capela lateral na qual está um crucifixo em cerâmica e duas telas representando a "Deposição" e a "Eucaristia".